# آملیا ارهارت
آملیا مری ارهارت (به انگلیسی: Amelia Mary Earhart) (زاده ۲۴ ژوئیه ۱۸۹۷ – ناپدید شدن ۲ ژوئیه ۱۹۳۷) یک پیشگام هوانوردی و نویسنده آمریکایی بود.  ارهارت اولین هوانورد زنی بود که به تنهایی از اقیانوس اطلس عبور کرد.  او رکوردهای بسیاری دیگر را ثبت کرد، یکی از اولین هوانوردانی بود که سفرهای هوایی تجاری را تبلیغ کرد، کتاب‌های پرفروشی را درباره تجربیات خود در پرواز نوشت، و در تشکیل سازمانی برای خلبانان زن، نقش داشت.
ارهارت که در اچسن، کانزاس، و بعداً در دموین، آیووا به دنیا آمد و بزرگ شد، در سنین جوانی اشتیاق به ماجراجویی پیدا کرد و به طور پیوسته از بیست سالگی تجربه پرواز را به دست آورد.  در سال ۱۹۲۸، ارهارت اولین مسافر زنی بود که با هواپیما از اقیانوس اطلس عبور کرد (همراه خلبان ویلمر استولتز) که به همین دلیل به شهرت زیادی دست یافت.  در سال ۱۹۳۲، ارهارت با خلبانی یک هواپیمای لاکهید وگا ۵بی، یک پرواز انفرادی بدون توقف در اقیانوس اطلس انجام داد و اولین زنی بود که به چنین موفقیتی دست یافت.  او صلیب پرواز ممتاز ایالات متحده را برای این موفقیت دریافت کرد.  در سال ۱۹۳۵، ارهارت به عنوان مشاور مهندسی هوانوردی و مشاور شغلی دانشجویان دختر، عضو هیئت علمی دانشگاه پردو شد.  او همچنین یکی از اعضای حزب ملی زنان و یکی از حامیان اولیه اصلاحیه حقوق برابر بود.
در طی تلاشی برای تبدیل شدن به اولین زنی که در سال ۱۹۳۷ یک پرواز دور دنیا را با یک هواپیمای لاکهید مدل ۱۰ الکترا با بودجه پردو انجام داد، ارهارت و کمک خلبان، نونان بر فراز اقیانوس آرام در نزدیکی جزیره هاولند ناپدید شدند.  این دو آخرین بار در ۲ ژوئیه ۱۹۳۷ در لائه، گینه نو، در آخرین ایستگاه زمینی قبل از جزیره هاولند و یکی از آخرین مراحل پروازشان دیده شدند.  به طور کلی فرض بر این است که او و نونان در جایی در اقیانوس آرام در طول سفر مردند.  تقریباً یک سال و شش ماه پس از ناپدید شدن او و نونان، ارهارت رسماً مرده اعلام شد.  تحقیقات و علاقه قابل توجه عمومی به ناپدید شدن آنها با گذشت بیش از ۸۰ سال هنوز ادامه دارد.
علیرغم این که دو سال بعد از گم شدن هواپیما، امیلیا ارهارت فوت شده اعلام شد، هنوز کسانی هستند که به دنبال او می‌گردند. ناپدید شدن او یکی از اسرارآمیزترین حوادث تاریخ هوایی است.

## زندگی

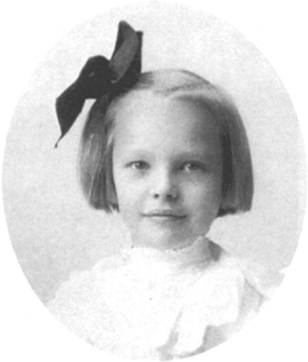
ارهارت در کودکی

ارهارت در کانزاس به دنیا آمد و بزرگ شد. مادرش آمی، پدرش رادیون و خواهرش موریل نام داشتند. در نوجوانی در جنگ جهانی اول به صورت داوطلبانه به‌عنوان پرستار مشغول به خدمت شد. پس از مدتی او نزد یک مربی پرواز زن به نام آنیتا اسنوک در لانگ بیچ کالیفرنیا به آموزش پرواز پرداخت. سپس یک هواپیما خرید و نام آن را قناری گذاشت. او در اکتبر سال ۱۹۲۲ رکورد جهانی را شکست و رکورد بلندترین ارتفاع پرواز زنان را به دست آورد.
ارهارت در سال ۱۹۳۱ با یک ناشر مشهور به نام جرج پالمر پاتنم ازدواج کرد. او با گذشت دو ماه از ازدواج‌شان موفق به پیمودن مسیر ساحل شرقی تا غربی آمریکا با هواپیمای شخصی خود شد. در سال ۱۹۳۲ به‌عنوان نخستین زن با پروازی تک نفره، عرض اقیانوس اطلس را پیمود.

## ناپدید شدن

مسیر برنامه ریزی شدهٔ پرواز

در حالی که الکترا در حال آماده شدن بود، ارهارت و پاتنم بودجه سفر را تامین کردند و آماده شدند. با پرواز از غرب به شرق، با یک پرواز غیررسمی از اوکلند به میامی، فلوریدا آغاز شد و پس از رسیدن به آنجا، ارهارت برنامه‌های خود را برای دور زدن جهان به طور علنی اعلام کرد.  جهت پرواز تا حدی نتیجه تغییرات باد جهانی و الگوهای آب و هوایی در طول مسیر برنامه ریزی شده از زمان تلاش قبلی بود. در این پرواز، کمک خبان نونان تنها خدمه ارهارت بود.  این زوج در ۱ ژوئن، میامی را ترک کردند و پس از توقف های متعدد در آمریکای جنوبی، آفریقا، شبه قاره هند و آسیای جنوب شرقی، در ۲۹ ژوئن ۱۹۳۷ به لائه، گینه نو رسیدند. در این مرحله، حدود ۲۲۰۰۰ مایل (۳۵۰۰۰ کیلومتر) از  سفر به پایان رسیده بود  ۷۰۰۰ مایل (۱۱۰۰۰ کیلومتر) باقیمانده بر فراز اقیانوس آرام بود.
| تاریخ        | شهر عزیمت                       | شهر ورود                        | مایل دریایی | یادداشت ها                                                  |
| ------------ | ------------------------------- | ------------------------------- | ----------- | ----------------------------------------------------------- |
| ۲۰ می ۱۹۳۷   | Oakland, California             | Burbank, California             | 283         |                                                             |
| ۲۱ می ۱۹۳۷   | Burbank, California             | Tucson, Arizona                 | 393         |                                                             |
| ۲۲ می ۱۹۳۷   | Tucson, Arizona                 | New Orleans, Louisiana          | 1070        | Arrived at Lakefront Airport                                |
| ۲۳ می ۱۹۳۷   | New Orleans, Louisiana          | Miami, Florida                  | 586         | Arrived at Miami Municipal Airport.                         |
| ۱ ژوئن ۱۹۳۷  | Miami, Florida                  | San Juan, Puerto Rico           | 908         |                                                             |
| ۲ ژوئن ۱۹۳۷  | San Juan, Puerto Rico           | Caripito, Venezuela             | 492         | Out of Isla Grande Airport                                  |
| ۳ ژوئن ۱۹۳۷  | Caripito, Venezuela             | Paramaribo, Surinam             | 610         |                                                             |
| ۴ ژوئن ۱۹۳۷  | Paramaribo, Surinam             | Fortaleza, Brazil               | 1142        |                                                             |
| ۵ ژوئن ۱۹۳۷  | Fortaleza, Brazil               | Natal, Brazil                   | 235         |                                                             |
| ۷ ژوئن ۱۹۳۷  | Natal, Brazil                   | Saint-Louis, Senegal            | 1727        | Transatlantic flight                                        |
| ۸ ژوئن ۱۹۳۷  | Saint-Louis, Senegal            | Dakar, Senegal                  | 100         |                                                             |
| ۱۰ ژوئن ۱۹۳۷ | Dakar, Senegal                  | Gao, French Sudan               | 1016        |                                                             |
| ۱۱ ژوئن ۱۹۳۷ | Gao, French Sudan               | Fort-Lamy, F.E. Africa          | 910         |                                                             |
| ۱۲ ژوئن ۱۹۳۷ | Fort-Lamy, F.E. Africa          | El Fasher, Anglo-Egyptian Sudan | 610         |                                                             |
| ۱۳ ژوئن ۱۹۳۷ | El Fasher, Anglo-Egyptian Sudan | Khartoum, Anglo-Egyptian Sudan  | 437         |                                                             |
| ۱۳ ژوئن ۱۹۳۷ | Khartoum, Anglo-Egyptian Sudan  | Massawa, Italian East Africa    | 400         |                                                             |
| ۱۴ ژوئن ۱۹۳۷ | Massawa, Italian East Africa    | Assab, Italian East Africa      | 241         |                                                             |
| ۱۵ ژوئن ۱۹۳۷ | Assab, Italian East Africa      | Karachi, British India          | 1627        | First ever non-stop flight from the Red Sea to India        |
| ۱۷ ژوئن ۱۹۳۷ | Karachi, British India          | Calcutta, British India         | 1178        |                                                             |
| ۱۸ ژوئن ۱۹۳۷ | Calcutta, British India         | Akyab, Burma                    | 291         |                                                             |
| ۱۹ ژوئن ۱۹۳۷ | Akyab, Burma                    | Rangoon, Burma                  | 268         |                                                             |
| ۲۰ ژوئن ۱۹۳۷ | Rangoon, Burma                  | Bangkok, Siam                   | 315         |                                                             |
| ۲۰ ژوئن ۱۹۳۷ | Bangkok, Siam                   | Singapore, Straits Settlements  | 780         |                                                             |
| ۲۱ ژوئن ۱۹۳۷ | Singapore, Straits Settlements  | Bandoeng, Dutch East Indies     | 541         |                                                             |
| ۲۵ ژوئن ۱۹۳۷ | Bandoeng, Dutch East Indies     | Soerabaia, Dutch East Indies    | 310         | Delayed due to monsoon                                      |
| ۲۵ ژوئن ۱۹۳۷ | Soerabaia, Dutch East Indies    | Bandoeng, Dutch East Indies     | 310         | Returned for repairs, Earhart ill with dysentery            |
| ۲۶ ژوئن ۱۹۳۷ | Bandoeng, Dutch East Indies     | Soerabaia, Dutch East Indies    | 310         |                                                             |
| ۲۷ ژوئن ۱۹۳۷ | Soerabaia, Dutch East Indies    | Koepang, Dutch East Indies      | 668         |                                                             |
| ۲۸ ژوئن ۱۹۳۷ | Koepang, Dutch East Indies      | Darwin, Australia               | 445         | Direction finder repaired, parachutes removed and sent home |
| ۲۹ ژوئن ۱۹۳۷ | Darwin, Australia               | Lae, New Guinea                 | 1012        |                                                             |
| ۲ جولای ۱۹۳۷ | Lae, New Guinea                 | Howland Island                  | 2223        | Did not arrive                                              |
| ۳ جولای ۱۹۳۷ | Howland Island                  | Honolulu, Hawaii                | 1900        | Planned leg                                                 |
| ۴ جولای ۱۹۳۷ | Honolulu, Hawaii                | Oakland, California             | 2400        | Planned leg                                                 |

در ۲ جولای ۱۹۳۷ ساعت ۱۰:۰۰ صبح (نیمه شب به وقت گرینویچ)، ارهارت و نونان از فرودگاه لائه حرکت کردند.  مقصد مورد نظر آنها جزیره هاولند، قطعه زمینی به طول ۶۵۰۰ فوت (۲۰۰۰ متر) و عرض ۱۶۰۰ فوت (۵۰۰ متر) و ارتفاع ۱۰ فوت (۳ متر) بود. زمان مورد انتظار پرواز حدود ۲۰ ساعت بود، بنابراین، با احتساب اختلاف منطقه زمانی ۲ ساعته بین لائه و هاولند و عبور از خط تاریخ بین‌المللی، انتظار می‌رفت هواپیما صبح روز بعد، ۲ جولای، به هاولند برسد.  این هواپیما با حدود ۱۱۰۰ گالن بنزین لائه را ترک کرد.
حدود ۳ بعدازظهر به وقت لائه، ارهارت ارتفاع خود را ۱۰،۰۰۰ فوت(۳۰۰۰ متر) گزارش کرد اما به دلیل ابرهای غلیظ ارتفاع را کاهش دادند.  حدود ۵ بعدازظهر، ارهارت ارتفاع خود را ۷۰۰۰ فوت(۲۱۰۰ متر) و سرعت را ۱۵۰ گره گزارش کرد.
آخرین گزارش موقعیت شناخته شده آنها در نزدیکی جزایر نوکومانو، حدود ۸۰۰ مایل (۱۳۰۰ کیلومتر) تا مقصد(جزیره هاولند) بود.
در طول پرواز، نونان ممکن است توانسته باشد برای تعیین موقعیت خود جهت یابی آسمانی انجام دهد.  اگر عبور از خط تاریخ بین‌المللی در نظر گرفته نشود، خطای موقعیت ۱ درجه یا ۶۰ مایلی ایجاد می‌شود.

### تجهیزات رادیویی
در برنامه آماده‌سازی برای سفر به جزیره هاولند، گارد ساحلی ایالات متحده، کاتر(کشتی) خدمات دهی USCGC Itasca را به جزیره فرستاده بود.  این کاتر خدمات زیادی به جزیره ارائه می داد، اما دارای عملکردهای ارتباطی و جهت یابی نیز بود.  نقشه این بود که کاتر بتواند: از طریق رادیو با هواپیمای ارهارت ارتباط برقرار کند.  یک سیگنال رادیویی را برای یافتن جزیره هاولند بدون ناوبری دقیق آسمانی ارسال کند.  اگر ارهارت از فرستنده ۵۰۰ کیلوهرتز خود استفاده کرده است، جهت رادیویی را پیدا کند.  از یک جهت یاب آزمایشی فرکانس بالا برای انتقال صدای ارهارت استفاده کنید. و از دیگ های بخار خود برای "درست کردن دود" استفاده کند (یک ستون تیره از دود ایجاد کنید که در افق دیده شود تا ارهارت با دیدن آن جزیره را پیدا کند). همه روش‌های جهت یابی در هدایت ارهارت به جزیره هاولند شکست خورد.
الکترا دارای تجهیزات رادیویی هم برای ارتباط و هم برای جهت یابی بود، اما جزئیات مربوط به آن تجهیزات مشخص نیست. الکترا نتوانست ارتباطات رادیویی دو طرفه را با کشتی USCGC Itasca برقرار کند و نتوانست آن را پیدا کند. نظریه های متعددی برای علت اینکه چرا آنها نتواستند با هیچکدام از روش ها جزیره را پیدا کنند مطرح شده است.
این هواپیما دارای فرستنده ۱۳سی مدل وسترن الکتریک اصلاح شده بود.  فرستنده ۵۰ واتی کنترل کریستالی بود و قادر به ارسال در ۵۰۰ کیلوهرتز، ۳۱۰۵ کیلوهرتز و ۶۲۱۰ کیلوهرتز بود.  کنترل کریستالی به این معنی است که فرستنده را نمی توان با فرکانس های دیگر تنظیم کرد.  هواپیما فقط می توانست در آن سه فرکانس ارسال کند.  فرستنده در کارخانه برای ارائه قابلیت ۵۰۰ کیلوهرتز بازطراحی شده بود.

### نزدیک جزیره هاولند

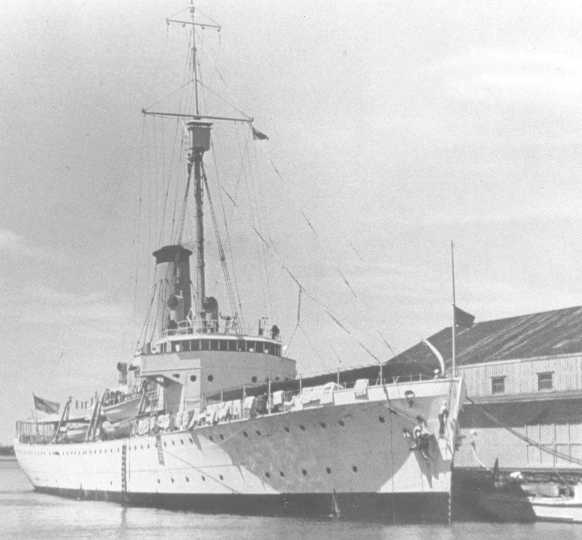
کشتی USCGC Itasca در نزدیکی جزیره هاولند برای پشتیبانی از پرواز بود

کشتی USCGC Itasca در ایستگاه هاولند بود. وظیفه آن برقراری ارتباط با الکترای ارهارت و راهنمایی آنها به جزیره پس از نزدیک شدن به جزیره بود.  نونان و ارهارت انتظار داشتند که ارتباطات صوتی را روی ۳۱۰۵ کیلوهرتز در طول شب و ۶۲۱۰ کیلوهرتز در طول روز انجام دهند.
از طریق یک سری سوء تفاهم ها یا خطاها (که جزئیات آن هنوز بحث برانگیز است)، رویکرد نهایی به جزیره هاولند با استفاده از جهت‌یابی رادیویی موفقیت آمیز نبود. کمک خلبان نونان قبلاً در مورد مشکلاتی که بر دقت یافتن جهت رادیویی در جهت یابی تأثیر می گذارد، نوشته بود.  یکی دیگر از دلایل سردرگمی احتمالی این بود که کشتی و هواپیما برنامه‌ریزی ارتباطات خود را با استفاده از سیستم‌های زمانی متفاوت و با فاصله نیم ساعت از هم، ارهارت با استفاده از ساعت سیستم گرینویچ و کشتی تحت سیستم تعیین منطقه زمانی نیروی دریایی، برنامه‌ریزی کردند.
شواهد تصویری از لائه نشان می‌دهد که یک آنتن نصب شده در زیر بدنه ممکن است هنگام برخاستن از باند فرودگاه از هواپیما کنده شده باشد، اگرچه بعداً هیچ آنتنی در فرودگاه لائه پیدا نشد.

### سیگنال های رادیویی
در طول نزدیک شدن ارهارت و نونان به جزیره هاولند، کشتی ایتاسکا صداهای قوی و واضحی از ارهارت دریافت کرد، اما ظاهراً او(ارهارت) قادر به شنیدن صداهای ارسالی از کشتی نبود.  از سیگنال‌های کشتی نیز برای یافتن جهت استفاده میشد که به این معنی است که جهت یاب هواپیما نیز کارایی نداشته است.
اولین تماس‌ها، گزارش‌های معمولی بودند که هوا را ابری و مه آلود اعلام می‌کردند که در ۲:۴۵ بامداد و درست قبل از ۵ صبح در ۲ ژوئیه دریافت شد. این تماس‌ها به‌واسطه کشتی قطع شدند، اما در این مرحله هواپیما هنوز فاصله زیادی با هاولند داشت.
حدود ساعت ۷:۴۲ صبح ارهارت با کشتی تماس گرفت و گفت:
«ما باید بالای سر شما باشیم ولی شمارا نمیبینیم، سوختمان کم است. ما در ارتفاع ۱۰۰۰ فوتی در حال پرواز هستیم.»
تماس دیگری در ساعت ۷:۵۸ صبح ارهارت گفت که او نمی‌تواند صدای کشتی را بشنود و از آنها خواسته سیگنال‌های صوتی بفرستند تا بتواند جهت یابی کند.  این ارسال توسط کشتی به عنوان بلندترین سیگنال ممکن گزارش شد که نشان می‌دهد ارهارت و نونان در منطقه نزدیک هستند.  آنها(خدمه کشتی) نمی‌توانستند صدا را با فرکانس درخواستی او(ارهارت) ارسال کنند، بنابراین سیگنال‌های کد مورس به جای آن ارسال شد. ارهارت تایید کرد که کد ها را دریافت کرده است اما گفت که قادر به تعیین جهت آنها نیست.
در آخرین ارسال ثبت شده ارهات در ۸:۴۳ صبح، ارهارت گفت "ما در خط ۱۵۷ ۳۳۷ هستیم. ما این پیام را تکرار خواهیم کرد. ما این را در ۶۲۱۰ کیلوهرتز تکرار خواهیم کرد. صبر کنید."  با این حال، چند لحظه بعد او دوباره روی همان فرکانس (۳۱۰۵ کیلوهرتز) با ارسالی که به‌عنوان «مشکل‌برانگیز» ثبت شد، بازگشت: «ما در خط شمال و جنوب در حال حرکت هستیم».  به نظر می‌رسید که ارسال‌های ارهارت نشان می‌دهد که او و نونان معتقد بودند که به موقعیت نموداری هاولند رسیده‌اند، که حدود پنج مایل دریایی (10 کیلومتر) نادرست بود. کشتی از دیگ های نفتی خود برای تولید دود برای مدتی استفاده کرد، اما ظاهراً آنها(ارهارت و نونان) آن را نمی دیدند. بسیاری از ابرهای پراکنده در منطقه اطراف جزیره هاولند نیز به عنوان یک مشکل ذکر شده اند: سایه های تیره آنها بر روی سطح اقیانوس ممکن است به جزیره نمایی مسطح داده باشد و باعث شده باشد که ارهارت و نونان نتوانند جزیره را پیدا در اقیانوس تشخیص دهند.
حدود یکساعت پس از آخرین ارتباط رادیویی ارهارت، کشتی شروع به جستجو کردن منطقه کرد و تا غروب همان روز ادامه داشت اما بی نتیجه بود.
چهار روز پس از مفقود شدن هواپیما ناوگان ارتش ایالات متحده برای جستجوی وسیع منطقه دست بکار شد و این جستجو تا چندین ماه ادامه داشت اما نتیجه ای حاصل نشد.
توضیح رسمی در این باره این است که او نتوانست این جزیره را پیدا کند. ارتباطش را هم از دست داد، سوختش تمام شد و پس از آن در اقیانوس سقوط کرد. اگرچه این توضیحات در سطح وسیعی پذیرفته شده، اما مدرکی مثل لاشه هواپیما وجود ندارد که از این نظریه پشتیبانی کند.
دو نظریه دیگر هم دربارهٔ ناپدید شدن ارهارت وجود دارد، یکی اینکه او به هنگام نشستن در جزایر مارشال یا در نزدیکی این جزایر دچار سانحه شد، یا این که او به جزیره نیکو مارورو در نزدیکی کریباتی رفت و در آن جا درگذشت. برای هر دو این نظریه‌ها هیج مدرک مستدلی وجود ندارد، اما این مانع از آن نشده که مورخان آماتور و حرفه‌ای در مورد آن‌ها کندوکاو نکنند.

## گمانه زنی درباره ناپدید شدن
حدس و گمان های فراوانی در مورد اتفاقی که برای ارهارت و نونان افتاد وجود دارد.  اکثر مورخان به نظریه ساده «سقوط و غرق شدن» پایبند هستند، اما تعدادی احتمالات دیگر از جمله چندین نظریه توطئه ارائه شده است.
برخی معتقدند ارهارت و نونان جان سالم به در بردند و در جای دیگری فرود آمدند، اما یا هرگز پیدا نشدند یا کشته شدند، که مکان‌هایی مانند تاراوا را بعید می‌دانند.  پیشنهادها شامل جزیره خالی از سکنه گاردنر، ۴۰۰ مایل (۶۴۰ کیلومتر) از مجاورت هاولند، جزایر مارشال تحت کنترل ژاپن، ۸۷۰ مایل (۱۴۰۰ کیلومتر) در نزدیکترین نقطه آتول میلی و جزایر ماریانا شمالی تحت کنترل ژاپن، ۲۷۰۰ مایل (۴۳۰۰ کیلومتر) فاصله از هاولند هستند.

### نظریه تصادف و غرق شدن
بسیاری از محققان بر این باورند که سوخت ارهارت و نونان هنگام جستجوی جزیره هاولند تمام شد، در دریا افتادند و مردند.  این هواپیما باید سوخت کافی برای رسیدن به هاولند با مقداری اضافی را حمل می کرد.
جورج پالمر پاتنام جونیور، پسرخوانده ارهارت گفته است که معتقد است "بنزین هواپیما تمام شده است".
در سال ۲۰۲۴، Deep Sea Vision، شرکتی در چارلستون، کارولینای جنوبی، که وسایل نقلیه زیرآبی بدون سرنشین را اداره می‌کند، از طریق فاصله یابی صوتی چیزی را پیدا کرد که به نظر می‌رسد بقایای یک هواپیما در کف اقیانوس باشد.  این شی که شبیه الکترا است، توسط زیردریایی هوگین ۱۶۰۰۰ فوت (۴٫۹ کیلومتر) زیر آب و در فاصله ۱۰۰ مایلی (۱۶۰ کیلومتری) جزیره هاولند شناسایی شد.  برای تأیید اینکه آیا این هواپیمای گم شده ارهارت است، کاوش بیشتری لازم است.

### فرضیه جزیره گاردنر

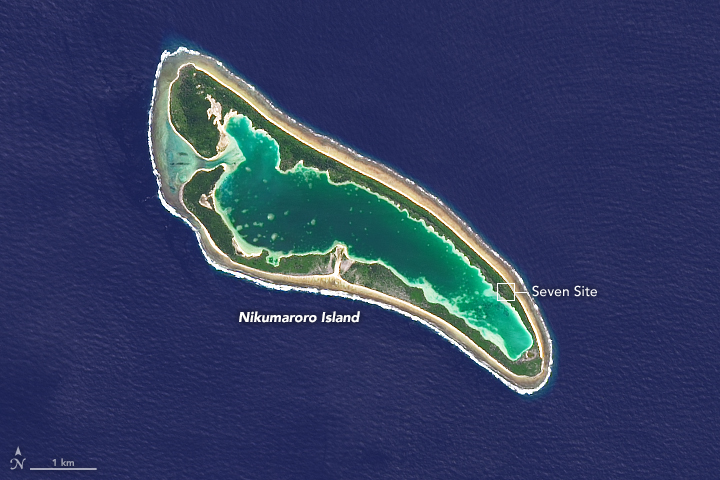
جزیره گاردنر در سال ۲۰۱۴

فرضیه جزیره گاردنر فرض می‌کند که ارهارت و نونان که نمی‌توانند جزیره هاولند را پیدا کنند، زمان را برای جستجوی آن تلف نمی‌کنند، در عوض به سمت جنوب می‌گردند تا به دنبال جزایر دیگر بگردند. تماس رادیویی ۱۵۷/۳۳۷ نشان می دهد که آنها مسیری ۱۵۷ درجه را طی کردند که آنها را از کنار جزیره بیکر عبور میداد.
یک هفته پس از ناپدید شدن ارهارت، هواپیماهای نیروی دریایی، جزیره گاردنر را جستجو کردند. هواپیماها نشانه‌هایی از سکونت انسان در این جزیره مشاهده کردند، اما هیچ نشانه‌ای از هواپیما یا ارهارت و نونان مشاهده نکردند.  پس از پایان یافتن جستجوی نیروی دریایی، نیروی جی. پی از گروه فونیکس شروع به جستجوی سایر جزایر کردند، اما چیزی پیدا نشد.  در اکتبر 1937، اریک بیوینگتون و هنری ای. مود با تعدادی از مهاجران بالقوه از گاردنر بازدید کردند.  گروهی تمام مسیر جزیره را پیاده طی کردند، اما هواپیما یا مدرک دیگری پیدا نکردند.

### نظریه اسارت ژاپنی ها
تئوری دیگر این است که ارهارت و نونان توسط نیروهای ژاپنی دستگیر شدند، شاید پس از اینکه به نوعی به جایی در داخل فرمانروایی دریاهای جنوبی ژاپن رفتند.
در سال ۱۹۶۶، فرد گورنر، خبرنگار CBS، کتابی منتشر کرد که در آن ادعا کرد ارهارت و نونان هنگام سقوط هواپیمای آنها در جزیره سایپان، بخشی از مجمع الجزایر جزایر ماریانای شمالی، دستگیر و اعدام شدند.  با این حال، سایپان بیش از ۲۷۰۰ مایل با جزیره هاولند فاصله دارد. دیگر طرفداران فرضیه اسارت ژاپنی ها به طور کلی جزایر مارشال را پیشنهاد کردند، که اگرچه هنوز از مکان مورد نظر دور است (حدود ۸۰۰ مایل)، اما کمی امکان پذیرتر است.
در سال ۱۹۹۰، سریال اسرار حل نشده ان‌بی‌سی مصاحبه‌ای را با یک زن اهل جزیره سایپان پخش کرد که مدعی بود شاهد اعدام ارهارت و نونان توسط سربازان ژاپنی بوده است. هیچ تایید مستقلی برای هیچ یک از این ادعاها تاکنون ارائه نشده است.  چندین عکس ادعا شده از ارهارت در دوران اسارت یا تقلبی بودن یا قبل از آخرین پرواز او گرفته شده است.
نسخه کمی متفاوت از فرضیه دستگیری ژاپنی ها این نیست که ژاپنی ها ارهارت را اسیر کردند، بلکه این است که آنها هواپیمای او را سرنگون کردند.  هانری کیزر-آندره، خلبان سابق پن ام، این دیدگاه را در کتاب خود در سال ۱۹۹۳ با عنوان «عصر قهرمانان: ماجراهای باورنکردنی یک خلبان پان ام و بزرگترین پیروزی او، کشف راز آملیا ارهارت» مطرح کرد.
از پایان جنگ جهانی دوم، مکانی در تینیان، که در پنج مایلی (۸ کیلومتری) جنوب غربی جزیره سایپان قرار دارد، شایع شده بود که گور این دو هوانورد است. در سال ۲۰۰۴، حفاری باستان شناسی در این مکان نتوانست هیچ استخوانی را پیدا کند.